# Келлер, Александр Фёдорович
Граф Алекса́ндр Фёдорович Ке́ллер (16 [28] октября 1883, Санкт-Петербург — 18 июня 1946, Париж) — русский офицер-кавалерист из графского рода Келлеров, Георгиевский кавалер, мистик и коллекционер, белоэмигрант.

## Биография
Сын генерал-лейтенанта графа Фёдора Эдуардовича Келлера и княжны Марии Александровны Шаховской (1861—1944). Крещён по православному обряду.
С 1896 года воспитывался в Пажеском Его Императорского Величества корпусе, по окончании которого в августе 1902 года был произведен в корнеты и выпущен в Кавалергардский полк (на военной службе состоял с 1900 года камер-пажем).
С началом Русско-японской войны, в конце марта 1904 года, переведен в 52-й драгунский Нежинский полк и назначен ординарцем к командиру 17-го армейского корпуса барону Бильдерлингу, а затем — адъютантом к Главнокомандующему всеми сухопутными и морскими вооружёнными силами, действовавшими против Японии. Был произведен в поручики. За отличия в войне с японцами награждён четырьмя боевыми орденами, в том числе Аннинским оружием с надписью «За храбрость».
В ноябре 1905 года переведен обратно в Кавалергардский полк корнетом и командирован в Эстляндскую губернию; в декабре следующего 1906 года произведен в поручики гвардии.
В 1907 году поступил в Николаевскую академию Генерального штаба, однако полный курс академии не окончил. В декабре 1910 года был произведен в штабс-ротмистры гвардии. В январе 1911 года — зачислен в запас гвардейской кавалерии по Зарайскому уезду (Рязанская губерния).
Участник Первой мировой войны. 16 сентября 1914 года отставной штабс-ротмистр гвардии граф Келлер был определён в службу в Чеченский конный полк ротмистром и воевал в составе этого полка до конца июня 1917 года. Был удостоен орденов Святой Анны 2-й степени с мечами и Святого Георгия 4-й степени.
17 ноября 1915 года произведен в подполковники «за отличия в делах против неприятеля», затем 12 июля 1916 года, «на основании Георгиевского статута», — в полковники. В июне 1917 года был переведен в резерв чинов при штабе Петроградского военного округа, с зачислением по армейской кавалерии.
Осенью 1918 эмигрировал в Швецию, поселился в Стокгольме.
На 1920 год — числился в составе ВСЮР.
С декабря 1920 года — в эмиграции во Франции. С 1925 года жил в Париже, затем в предместье города. Был служащим банка, с 1927 года — рантье. Участвовал в работе русских эмигрантских комитетов Лиги Наций.
С 1928 года работал в британской нефтяной компании в Ираке, вёл геолого-морфологические исследования в Сирийской пустыне (район Джазира, на левом берегу Евфрата), автор статьи об этом. В дальнейшем жил во Франции.
Умер в 1946 году в Париже. Похоронен на кладбище Сент-Женевьев-де-Буа.

## Награды
- Орден Святого Станислава 3-й ст. с мечами и бантом (1904; ВП 11.12.1905)
- Орден Святой Анны 4-й ст. с надписью «За храбрость» (1904; утв. ВП 22.01.1906)
- Орден Святой Анны 3-й ст. с мечами и бантом (1905; утв. ВП 07.03.1906)
- Орден Святого Станислава 2-й ст. с мечами (1905)[1]
- Медаль «В память русско-японской войны» (1906)
- Медаль Красного Креста «В память русско-японской войны» (1906)
- Медаль «В память 100-летия Отечественной войны 1812 года» (1912)
- Медаль «В память 300-летия царствования дома Романовых» (1913)
- Орден Святой Анны 2-й ст. с мечами (утв. ВП 24.05.1915)
- Орден Святого Георгия 4-й ст. (Приказ 8-й Армии от 12.07.1915 № 555; утв. ВП 17.10.1915), — …за то, что 15 февраля 1915 года зашел во фланг и тыл обходящих наш отряд австрийцев и атакой в конном строю нанес им решительный удар, чем обеспечил победу у д. Брынь.

## Семья
Первая жена (со 2 февраля 1907 года) — Ирина Владимировна Скарятина (1888—1962), фрейлина, дочь генерал-лейтенанта Владимира Владимировича Скарятина от брака его с внучкой фельдмаршала И. Ф. Паскевича, княжной Марией Михайловной Лобановой-Ростовской. Брак их был не из счастливых. По воспоминанию родственника, брат Эры Скарятиной всячески отговаривал её от этого брака. В результате она развелась со своим мужем (20 июня 1916), великосветским плейбоем, четыре года спустя, после трагической смерти их маленького сына. Похоронена со вторым мужем Виктором Блэксли на Арлингтонском кладбище. 
Дети:
- Фёдор Александрович (1908—1911)
- Мария Александровна (1909—2002), воспитывалась бабушкой, графиней М. А. Келлер. Жила в Париже.

Вторая жена (с 14 ноября 1916) — Нина Ивановна Крузенштерн (1893—1966), фрейлина, дочь Ивана Филипповича Крузенштерна. Её второй муж масон Голеевский. В браке родилась дочь:
- Анна Александровна (1919—1988), в замужестве Ратманн.

## Мистицизм
Граф Келлер был членом Великой ложи Франции, масонских лож «Гермес» № 535 и «Северное сияние» № 523, капитула «Астрея», а также хранителем архива ложи «Северное сияние» (1929).
Для алхимических опытов приобрёл у А. Л. Соколовского ценную коллекцию минералов всех континентов, которая находится ныне в музее Вернадского и «включает бразильские алмазы, саксонское серебро, уральское золото и драгоценные камни, благородный опал из Австралии, редкие минералы: теллуриды золота и серебра, самородное железо, метеориты, урановые минералы».
Также обладал обширной нумизматической коллекцией, около 3000 предметов из его коллекции (в основном греческие монеты) в 1919 году оказались в Государственном Эрмитаже.